# Egyek
Egyek is een plaats (nagyközség) en gemeente in het Hongaarse comitaat Hajdú-Bihar. Egyek telt 5527 inwoners (2001).